# Анагамин
 В буддизме анагамин (санскрит; пали: anāgāmī, букв. « Невозвращающийся») — это частично просветлённый человек, который разорвал первые пять оков, которые связывают обычный ум. Анагамин — третья из четырёх стадий просветления. 
После смерти анагамин перерождается не в мире людей, а на небесах Чистых обителей, где живут только анагамины. Там они достигают полного просветления (архатства). 

## Необходимые условия, чтобы стать анагамином
Анагамин свободен от пяти нижних цепей или оков (IAST: pañcāvarabhāgīya-saṃyojana ; пали pañcorambhāgiyāni-saṃyojanāni): 
1. Веры в атман или существующее неизменно и независимо Я (IAST: satkāya-dṛṣṭi, svakāya-dṛṣṭi ; пали sakkāya-diṭṭhi)
2. Привязанности к обрядам и ритуалам (IAST: śīlavrata-parāmarśa-dṛṣṭi; пали sīlabbata-parāmāsa-diṭṭhi)
3. Сомнения в отношении того, что является благим, а что неблагим (IAST: vicikitsā; пали vicikicchā)
4. Чувственного влечения (пали kāmarāga)
5. Недоброжелательности (пали vyāpāda, byāpāda)[2].

Остальные пять высших оков (IAST: pañca-ūrdhvabhāgiya-saṃyojana ; пали pañcuddhambhāgiyāni-saṃyojanāni), от которых анагамин еще не свободен: 
1. Тяга к тонкому материальному существованию (первые 4 джханы) (пали rūparāga)
2. Тяга к нематериальному существованию (последние 4 джханы) (пали arūparāga)
3. Тщеславие или гордость (пали māna)
4. Беспокойство (IAST: auddhatya;пали uddhacca)
5. Невежество (IAST: avidyā; пали avijjā)

Камарага и вьяпада, от которых свободны анагамины, также могут быть истолкованы как жажда становления и небытия соответственно. 
Анагамины находятся на промежуточной стадии между сакадагамином  и архатом. Архат полностью свободен от десяти оков.
Также анагаминами рождаются на небесах Суддхаваса, те, кто во время своей земной жизни поклонялся Брахме.

## Пять типов анагаминов
Палийский текст Пуггалапаннатти и санскритские тексты Махапраджняпарамитамастра и Сарвастивадин-Вайбханика Абхидхарма описывают пять классов анагаминов. Когда анагамин возрождается в Чистых обителях, возможен один из пяти вариантов: 
1. Он достигнет архатства сразу после перерождения или в течение первой половины своей жизни в Чистых обителях. Такое существо называется «тот, кто достигает Ниббаны в течение первой половины жизни» (санскр. antarāparinirvāyin; пали antarā-parinibbāyī).
2. Он достигнет архатства во второй половине своей жизни в Чистых Обителях или в момент смерти. Такое существо называется «тот, кто достигает Ниббаны после пересечения половины времени жизни» (санскр. upapadyaparinirvāyin; пали upahacca-parinibbāyī).
3. Он старается достичь архатства. Такое существо называется «тот, кто достигает Ниббаны с усилием» (санскр. sābhisaṃskāraparinirvāyin; пали sasankhāra-parinibbāyī).
4. Он не прилагает усилия, чтобы достичь архатства. Такое существо называется «тот, кто достигает Ниббаны без усилий» (санскр. anabhisaṃskāraparinirvāyin; пали asankhāra-parinibbāyī).
5. Он проходит через пять небес Чистых обителей в порядке от низшего к высшему, прежде чем достичь архатства. Такое существо называется «тот, кто движется вверх по течению к высшим богам» (санскр. ūrdhvasrotas; пали uddhamsota-akanittha-gāmī).

Смотрите также
- Четыре стадии просветления